# Felix Pakhuis

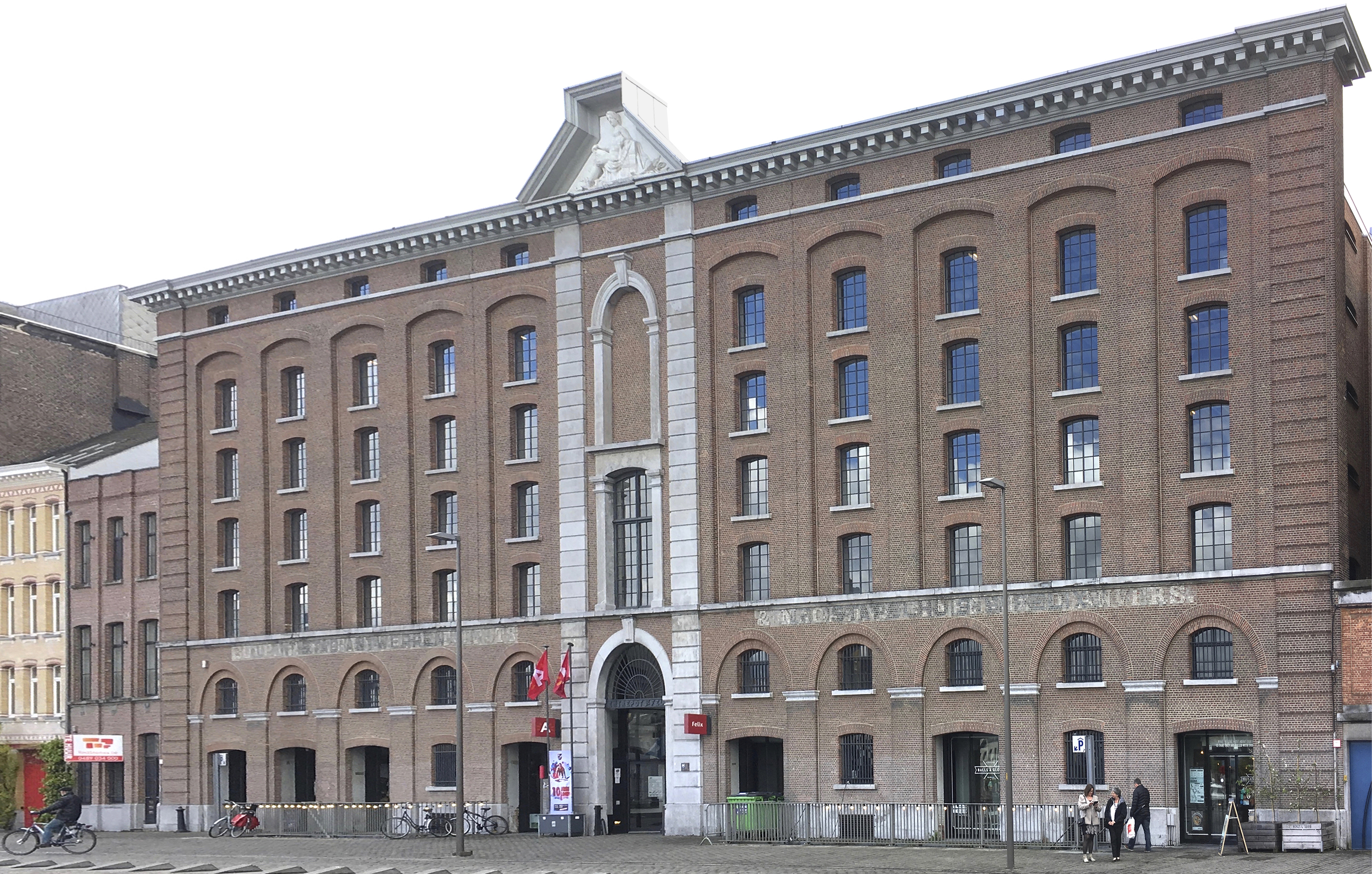
Felix Pakhuis

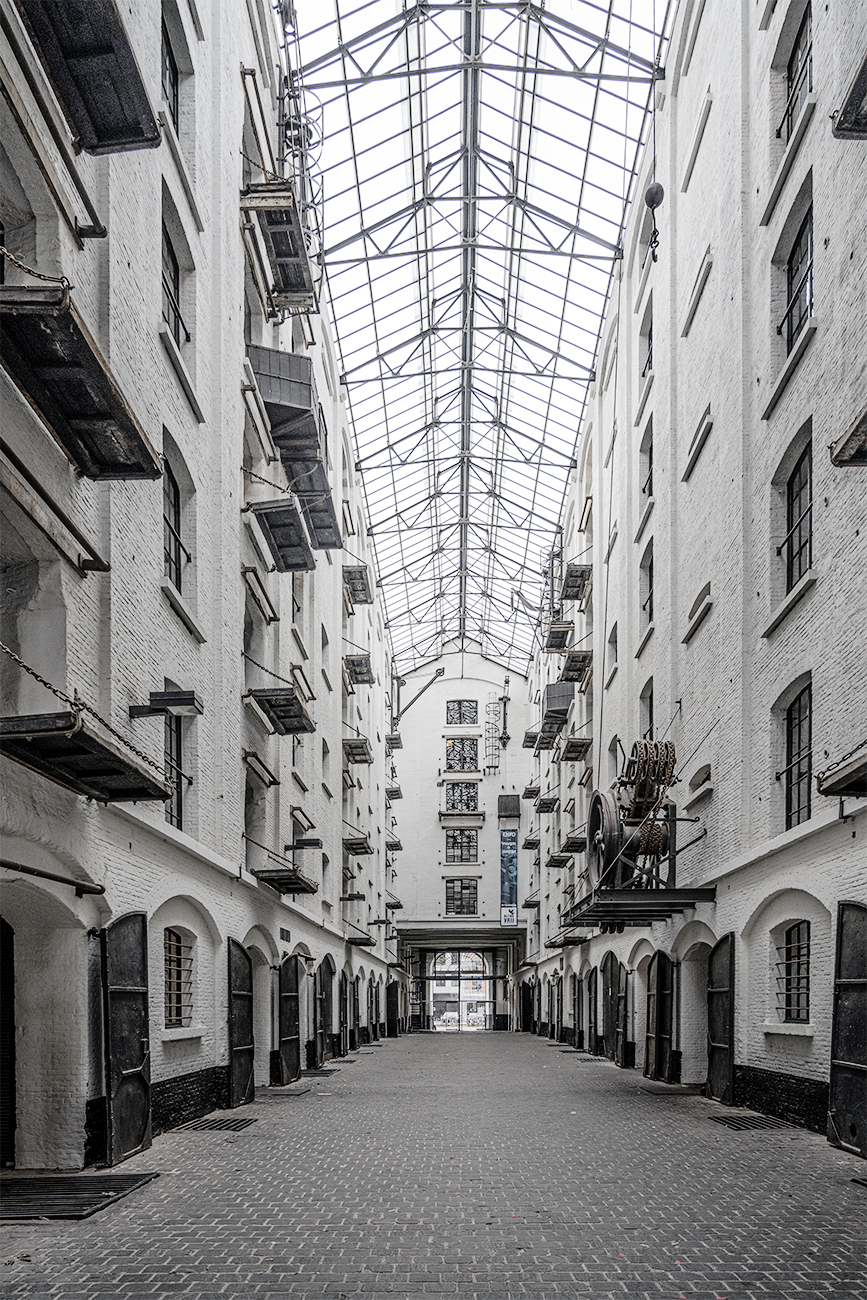
Durchgang im Felix Pakhuis

Das Felix Pakhuis in Antwerpen, ursprünglich St. Felix Pakhuis, wurde 1858 nach Plänen des Architekten Felix Pauwels für die ‚Compagnie Générale de Matériels de Chemin de Fer‘ (Gesellschaft für Eisenbahnmaterialien) im neo-klassizistischen Stil an einem unter Napoleon Bonaparte ausgebauten Hafenbecken der Stadt Antwerpen errichtet. 1861 wurde es Opfer eines Brandes, woraufhin es unmittelbar darauf neu errichtet wurde. Bei dieser Gelegenheit entstand der zentrale Durchgang (77 m), der das Gebäude in zwei Lagerbereiche unterteilte. Er diente als Ladebereich und Fluchtweg bei Bränden. Dieser Durchgang ist mit einem Glasdach versehen.
1912 erwarb die Stadt Antwerpen das St. Felix Pakhuis. Seinem Zweck als Lagerhaus diente das Gebäude weiterhin bis 1975, als sich der Antwerpener Hafen in Richtung Norden verlagerte. 1976 erhielt das Pakhuis den Status eines Baudenkmals. Seit 1994 ist es außerdem Teil eines aus historischen Lagerhäusern bestehenden geschützten Ensembles. Pläne, das Gebäude für die lokale Architekturausbildung oder ein Museum zu nutzen, zerschlugen sich, so dass es bis 1997 leer stand.  Schließlich wurde der im Jahre 1997 entwickelte Plan, das Stadtarchiv aus den für seine Aufgaben zu klein gewordenen Räumen in der Innenstadt in das Felix Pakhuis zu verlegen, verwirklicht. 2006 fand die Eröffnung der nun FelixArchief genannten Institution statt. Der zentrale Durchgang wurde im Zuge dieser neuen Zweckbestimmung zu öffentlichem Raum, der eine Verbindung zwischen Straße und Kai darstellt.